# Anastasija Zacharovová
Anastasija Zacharovová (rusky Анастасия Владимировна Захарова, Anastasija Vladimirovna Zacharova; * 18. ledna 2002 Volgograd) je ruská profesionální tenistka. Ve své dosavadní kariéře na okruhu WTA Tour nevyhrála žádný turnaj. V rámci okruhu ITF získala třináct titulů ve dvouhře a osm ve čtyřhře.
Na žebříčku WTA byla ve dvouhře nejvýše klasifikována v červenci 2025 na 82. místě a ve čtyřhře v září 2022 na 93. místě. Trénuje ji otec Vladimir Zacharov.

## Soukromý život
Narodila se roku 2002 ve Volgogradu. Otec Vladimir Zacharov, mistr sportu ve veslování, byl členem juniorské veslařské reprezentace SSSR a v 17 letech vyhrál mezinárodní regatu „Přátelství“ v NDR. Matka Alexandra Zacharovová se věnovala lehké atletice.
Tenis začala hrát v osmi letech. V roli sparingpartnera působí bratr Vladimir Zacharov. Poprvé na sebe upouzornila výhrou ve čtyřhře na mládežnickém Kremlin Cupu 2016. Ve stejné sezóně se stala stříbrnou medailistkou ve dvouhře juniorského mistrovství Ruska.

## Tenisová kariéra
V rámci událostí okruhu ITF debutovala v červnu 2017, když na turnaji v Minsku dotovaném 15 tisíci dolary prošla tříkolovou kvalifikací. V úvodním kole dvouhry však podlehla krajance Margaritě Skrjabinové. Premiérový singlový titul v této úrovni tenisu vybojovala během dubna 2019 na šymkentském turnaji s rozpočtem 15 tisíc dolarů. Ve finále nedovolila nejvýše nasazené Kazašce Gondale Ajnitdinovové uhrát ani jeden game.
První kvalifikační soutěž na grandslamu odehrála na únorovém Australian Open 2021, v jejímž úvodním kole prohrála dvěma „kanáry“ se Španělkou Georginou Garcíaovou Pérezovou z konce druhé stovky žebříčku. Do premiérové kvalifikace na túře WTA zasáhla na červencovém Livesport Prague Open 2021. Po výhře nad Češkou Lindou Klimovičovou ji do hlavní soutěže nepustila 189. tenistka světa, Američanka Asia Muhammadová. O týden později již debutovala ve dvouhře okruhu WTA Tour, přestože v úvodním ročníku BNP Paribas Poland Open 2021 prohrála kvalifikační kolo s Ukrajinkou Katerynou Bondarenkovou. Jako šťastná poražená pak v singlové soutěži nenašla recept na Gruzínku Jekatěrinu Gorgodzeovou. V první fázi J&T Banka Ostrava Open 2021 z kategorie WTA 500 ji vyřadila 36. hráčka žebříčku Sara Sorribesová Tormová. Do ostravské dvouhry postoupila po kvalifikačních výhrách nad Švédkou Rebeccou Petersonovou a Australankou Astrou Sharmaovou.

## Finále na okruhu WTA Tour
| Legenda                  |
| ------------------------ |
| D – dvouhra; Č – čtyřhra |
| Grand Slam (0)           |
| Turnaj mistryň (0)       |
| WTA 1000 (0)             |
| WTA 500 (0)              |
| WTA 250 (0–3 Č)          |

### Čtyřhra: 3 (0–3)
| Stav       | č. | datum             | turnaj                 | povrch    | spoluhráčka         | soupeřky ve finále                        | výsledek         |
| ---------- | -- | ----------------- | ---------------------- | --------- | ------------------- | ----------------------------------------- | ---------------- |
| Finalistka | 1. | 2. října 2021     | Nur-Sultan, Kazachstán | tvrdý (h) | Angelina Gabujevová | Anna-Lena Friedsamová Monica Niculescuová | 2–6, 6–4, [5–10] |
| Finalistka | 2. | 31. července 2022 | Praha, Česko           | tvrdý     | Angelina Gabujevová | Anastasija Potapovová Jana Sizikovová     | 3–6, 4–6         |
| Finalistka | 3. | 15. září 2024     | Monastir, Tunisko      | tvrdý     | Alina Kornějevová   | Anna Blinkovová Majar Šarífová            | 6–2, 1–6, [8–10] |

## Finále série WTA 125
| Legenda                  |
| ------------------------ |
| D – dvouhra; Č – čtyřhra |
| WTA 125 (0–1 Č)          |

### Čtyřhra: 1 (0–1)
| Stav       | č. | datum         | turnaj                    | povrch    | spoluhráčka         | poražené finalistky                 | výsledek      |
| ---------- | -- | ------------- | ------------------------- | --------- | ------------------- | ----------------------------------- | ------------- |
| Finalistka | 1. | prosinec 2022 | Andorra la Vella, Andorra | tvrdý (h) | Angelina Gabujevová | Cristina Bucșová Weronika Falkowská | 6–7(4–7), 1–6 |

## Tituly na okruhu ITF
| Kategorie okruhu ITF | Kategorie okruhu ITF |
| -------------------- | -------------------- |
| Turnaje W100         | Turnaje W80          |
| Turnaje W75/W60      | Turnaje W50          |
| Turnaje W35/W25      | Turnaje W15/W10      |

### Dvouhra (16 titulů)
| Č.  | datum         | turnaj                                      | kategorie | povrch    | poražená finalistka    | výsledek      |
| --- | ------------- | ------------------------------------------- | --------- | --------- | ---------------------- | ------------- |
| 1.  | duben 2019    | Šymkent, Kazachstán                         | W15       | antuka    | Gozal Ajnitdinovová    | 6–0, 6–0      |
| 2.  | květen 2019   | Tbilisi, Gruzie                             | W15       | tvrdý     | Taisja Pačkaljevová    | 6–2, 6–1      |
| 3.  | červen 2019   | Netanja, Izrael                             | W15       | tvrdý     | Jekatěrina Višněvská   | 6–2, 2–0skreč |
| 4.  | září 2019     | Šymkent, Kazachstán                         | W15       | antuka    | Angelina Žuravljevová  | 6–2, 6–2      |
| 5.  | listopad 2019 | Minsk, Bělorusko                            | W25       | tvrdý     | Marina Melnikovová     | 6–4, 6–3      |
| 6.  | leden 2020    | Kazaň, Rusko                                | W25       | tvrdý     | Dejana Radanovićová    | 6–3, 6–2      |
| 7.  | březen 2022   | Nur-Sultan, Kazachstán                      | W25       | tvrdý (h) | Marija Tkačovová       | 6–3, 6–1      |
| 8.  | červen 2022   | Tbilisi, Gruzie                             | W25       | tvrdý     | Kristina Dmitruková    | 6–4, 6–0      |
| 9.  | červen 2022   | Tbilisi, Gruzie                             | W25       | tvrdý     | Darja Astachovová      | 6–2, 3–6, 6–2 |
| 10. | březen 2023   | Jakarta, Indonésie                          | W25       | tvrdý     | Paj Čuo-süan           | 3–6, 6–3, 6–4 |
| 11. | srpen 2023    | Nakhon Si Thammarat, Thajsko                | W25       | tvrdý     | Aljona Falejová        | 6–2, 6–4      |
| 12. | srpen 2023    | Nakhon Si Thammarat, Thajsko                | W25       | tvrdý     | Anastasija Kovaljovová | 6–3, 6–3      |
| 13. | červenec 2024 | Figueira da Foz, Portugalsko                | W100      | tvrdý     | Kristina Mladenovicová | 6–2, 6–1      |
| 14. | říjen 2024    | ITF Cherbourg-en-Cotentin, Francie          | W50       | tvrdý (h) | Barbora Palicová       | 3–6, 6–1, 6–4 |
| 15. | říjen 2024    | Torneig Internacional Els Gorchs, Španělsko | W100      | tvrdý     | Alina Čarajevová       | 6–3, 6–1      |
| 16. | duben 2025    | Zaragoza Open, Španělsko                    | W100      | Clay      | Kaitlin Quevedo        | 6–3, 6–1      |

### Čtyřhra (8 titulů)
| Č. | datum       | turnaj              | kategorie | povrch | spoluhráčka                | poražené finalistky                     | výsledek         |
| -- | ----------- | ------------------- | --------- | ------ | -------------------------- | --------------------------------------- | ---------------- |
| 1. | únor 2019   | Šymkent, Kazachstán | W15       | tvrdý  | Jekatěrina Kazionovová     | Tamara Čurovićová Jelena Malõginová     | 7–6(7–4), 6–1    |
| 2. | duben 2019  | Šymkent, Kazachstán | W15       | antuka | Tamara Čurovićová          | Darija Dětkovská Žibek Kulambajevová    | 7–5, 6–2         |
| 3. | červen 2019 | Netanja, Izrael     | W15       | tvrdý  | Jekatěrina Dmitričenková   | Shelly Berezňaková Lina Glušková        | 6–0, 6–4         |
| 4. | leden 2020  | Kazaň, Rusko        | W25       | tvrdý  | Jekatěrina Jašinová        | Natela Dzalamidzeová Jana Sizikovová    | 6–2, 6–4         |
| 5. | únor 2021   | Moskva, Rusko       | W25       | tvrdý  | Valentini Grammatikopoulou | Jekatěrina Kazionovová Šalimar Talbiová | 6–3, 5–7, [10–8] |
| 6. | červen 2022 | Tbilisi, Gruzie     | W25       | tvrdý  | Angelina Gabujevová        | Darja Astachovová Anna Kubarevová       | 6–1, 6–2         |
| 7. | červen 2022 | Tbilisi, Gruzie     | W25       | tvrdý  | Angelina Gabujevová        | Polina Kuděrmetovová Sofja Lansereová   | 6–4, 6–3         |
| 8. | říjen 2023  | Istanbul, Turecko   | W25       | tvrdý  | Jekatěrina Jašinová        | Dalila Jakupovićová Anita Wagnerová     | 6–3, 6–4         |